# Județul Cluj (interbelic)
Județul Cluj a fost o unitate administrativă de ordinul întâi din Regatul României, aflată în regiunea istorică Transilvania. Reședința județului era municipiul Cluj.

## Întindere

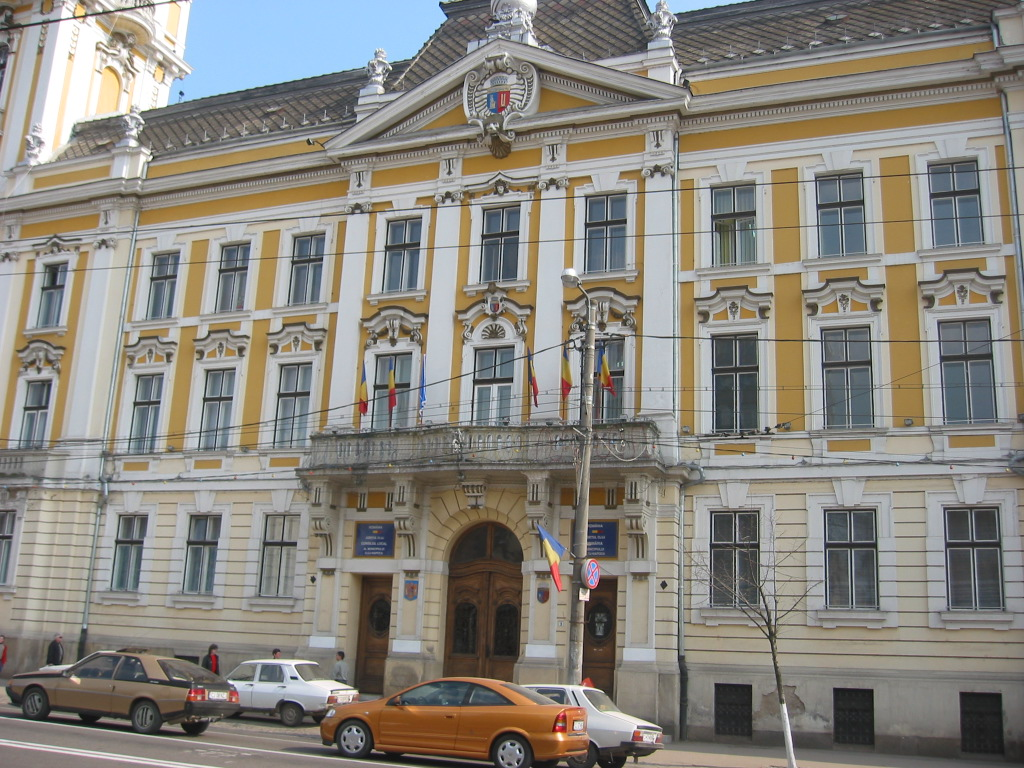
Clădirea Prefecturii județului Cluj din perioada interbelică. Clădirea-monument istoric, construită între anii 1896-1897 după planurile arhitectului Ignác Alpár și situată pe Calea Moților nr. 1-3, găzduiește în prezent Primăria municipiului Cluj-Napoca, fiind cunoscută ca Palatul Primăriei.

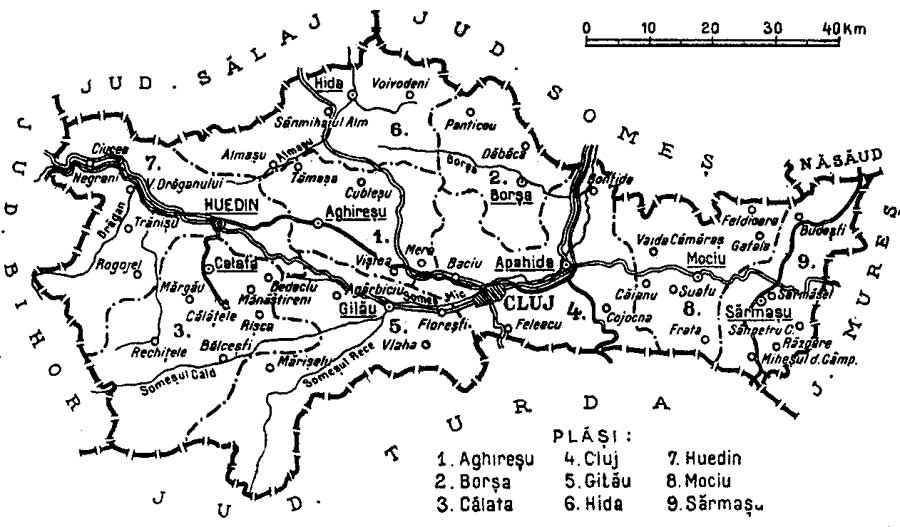
Harta județului, cu dispunerea și denumirea plășilor, în anul 1938.

Județul se afla în partea central-nord-vestică a României Mari, în nord-vestul regiunii Transilvania. Cea mai mare parte din teritoriul județului interbelic se regăsește în actualul județ Cluj, cu excepția unor comune care au fost trecute în componența județelor Sălaj și Mureș. Județul interbelic se învecina la nord cu județele Sălaj, Someș și Năsăud, la vest cu județul Bihor, la sud cu județul Turda, iar la est cu județul Mureș.

## Istoric
Județul Cluj a fost unitatea administrativă succesoare a comitatului Cluj (în limba maghiară Kolozs vármegye). Până în anul 1925 a purtat denumirea județul Cojocna (în limba maghiară comuna Cojocna se numește Kolozs). Conducerea județului Cojocna se afla în municipiul Cluj, care însă se bucura de statutul de oraș liber. În anul 1925 statutul autonom al municipiului Cluj a fost desființat, iar orașul liber a fost comasat cu județul Cojocna, care a primit denumirea de județul Cluj.
Prin cedarea Ardealului de Nord în septembrie 1940 cea mai mare parte a județului Cluj a ajuns sub administrația Regatului Ungariei. Părțile rămase sub administrație română (sudul județului, inclusiv comuna Feleac) au fost unite cu județul Turda și au format împreună până în 1946 județul Cluj-Turda. Organizarea din 1929 a rămas valabilă până în 1950, cu excepția perioadei 1938–1940, când Regatul României a fost împărțit administrativ în 10 ținuturi.

## Organizare
Ca urmare a organizării din anul 1925, județul Cluj avea o suprafață de 5.079 km2 și o populație de 352.029 locuitori. Era compus din 226 comune rurale (echivalente actualelor sate) și o comună urbană (orașul Cluj), dispuse în douăsprezece plăși:
1. Plasa Aghireșu (cu reședința la Aghireșu),
2. Plasa Almaș (cu reședința la Hida),
3. Plasa Borșa (cu reședința la Borșa),
4. Plasa Călata (cu reședința la Călata),
5. Plasa Câmpia (cu reședința la Sărmașu),
6. Plasa Criș (cu reședința la Ciucea),
7. Plasa Huedin (cu reședința la Huedin),
8. Plasa Mociu (cu reședința la Mociu),
9. Plasa Moților (cu reședința la Gilău),
10. Plasa Nădășel (cu reședința la Baciu),
11. Plasa Someș (cu reședința la Răscruci) și
12. Plasa Vlaha (cu reședința la Vlaha).

În anul 1929 are loc o nouă reformă administrativ-teritorială, ocazie cu care cele douăsprezece plăși anterioare sunt redimensionate într-un mod mai funcțional și o concepție diferită. Județul se va compune de acum din municipii, orașe, plăși, comune și sate. Reședința de județ rămâne la Cluj. Județul avea un municipiu Cluj, un oraș Huedin și 232 de sate, împărțite în șapte plăși:
1. Plasa Aghireșu (cu reședința la Aghireșu, conținea 28 de sate și a fost creată ulterior),
2. Plasa Borșa (cu reședința la Borșa, conținea 20 de sate),
3. Plasa Călata (cu reședința la Călata, conținea 25 de sate și a fost creată ulterior),
4. Plasa Cluj (cu reședința la Apahida, conținea 46 de sate),
5. Plasa Gilău (cu reședința la Gilău, conținea 24 de sate),
6. Plasa Hida (cu reședința la Hida, conținea 37 de sate),
7. Plasa Huedin (cu reședința la Huedin, conținea 57 de sate),
8. Plasa Mociu (cu reședința la Mociu, conținea 28 de sate) și
9. Plasa Sărmașu (cu reședința la Sărmașu, conținea 20 de sate).

## Populație
Conform datelor recensământului din 1930 populația județului era de 334.991 de locuitori, dintre care 60,9% români, 30,1% maghiari, 5,1% evrei, 2,3% țigani, 0,8% germani ș.a. Din punct de vedere confesional a fost înregistrată următoarea alcătuire: 42,7% greco-catolici, 21,7% reformați, 19,3% ortodocși, 8,6% romano-catolici, 5,3% mozaici, 0,8% lutherani ș.a. 15,2% din populația județului se afla în orașul Cluj, 14,2% în Huedin, 8,8% în plasa Hida, 8,2% la Mociu, 8,1% în Gilău, 7,1% în Sărmășel, 6,2% în Borșa etc.

### Mediul urban
În anul 1930 populația urbană era de 106.245 locuitori, dintre care 47,6% maghiari, 33,9% români, 13,3% evrei, 2,4% germani ș.a. Ca limbă maternă în mediul urban predomina limba maghiară (54,6%), urmată de limba română (33,8%), de limba idiș (7,1%), germană (2,6%) ș.a. Sub aspect confesional orășenimea era formată din 27,8% reformați, 22,2% greco-catolici, 19,5% romano-catolici, 13,7% mozaici, 11,7% ortodocși, 2,3% lutherani, 2,0% unitarieni ș.a.
| Unități administrative | Locuitori | Locuitori | Locuitori |
| Unități administrative | Bărbați   | Femei     | Total     |
| Municipiul Cluj        | 48.718    | 49.851    | 98.569    |
| Orașul Huedin          | 2.679     | 2.771     | 5.450     |
| Total urban            | 51.397    | 52.622    | 104.019   |
| Plasa Borșa            | 10.463    | 10.337    | 20.800    |
| Plasa Cluj             | 25.579    | 25.258    | 50.837    |
| Plasa Gilău            | 13.488    | 13.356    | 26.844    |
| Plasa Hida             | 14.974    | 14.778    | 29.752    |
| Plasa Huedin           | 24.788    | 25.082    | 49.870    |
| Plaa Mociu             | 13.694    | 13790     | 27.484    |
| Plasa Sărmașul         | 11.923    | 12.007    | 23.930    |
| Total rural            | 114.909   | 114.608   | 229.517   |
|                        |           |           |           |
| Total județ            | 166.306   | 167.230   | 333.536   |

## Materiale documentare

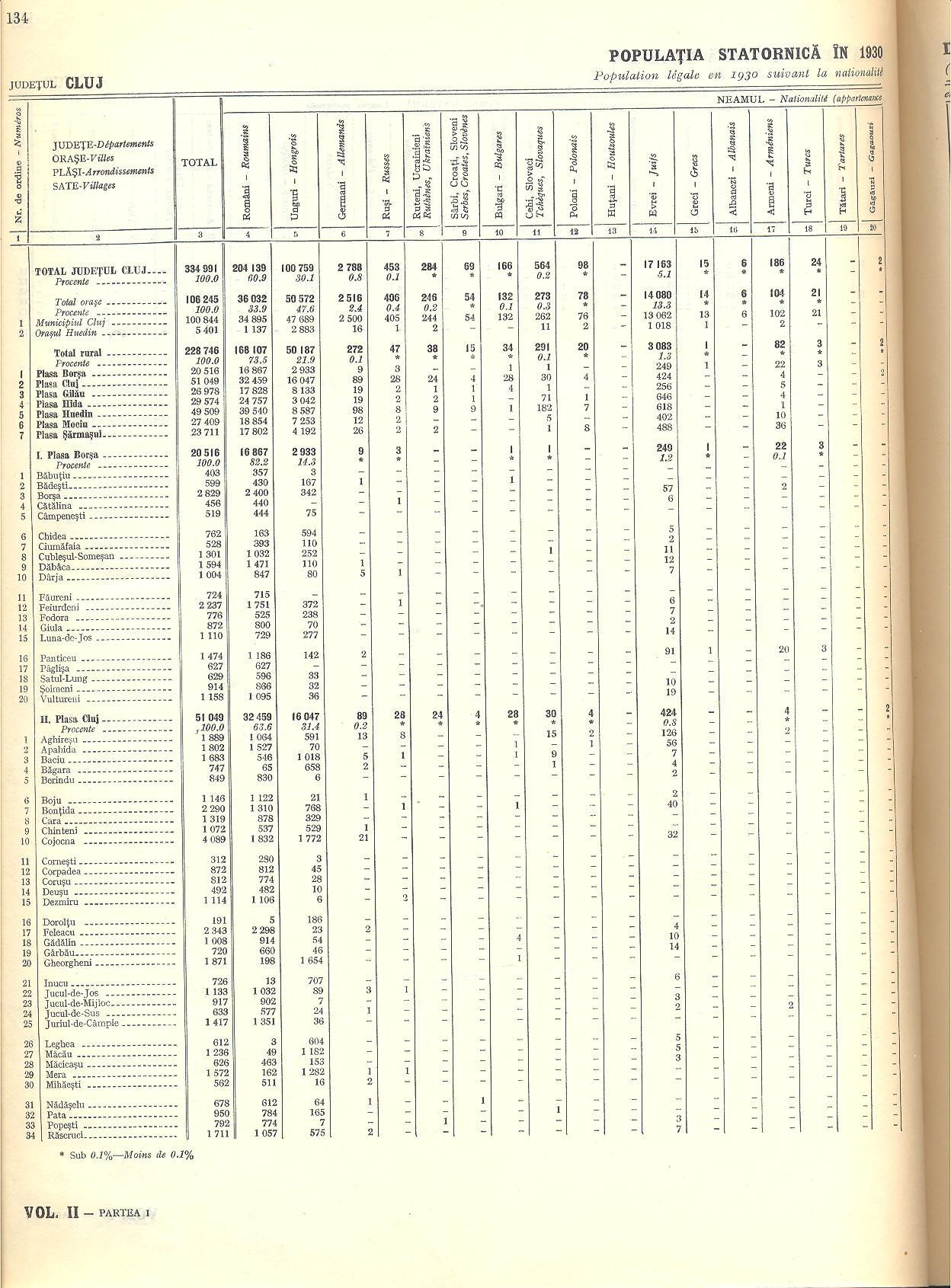
Populația județului în anul 1930, după etnie și limbă maternă
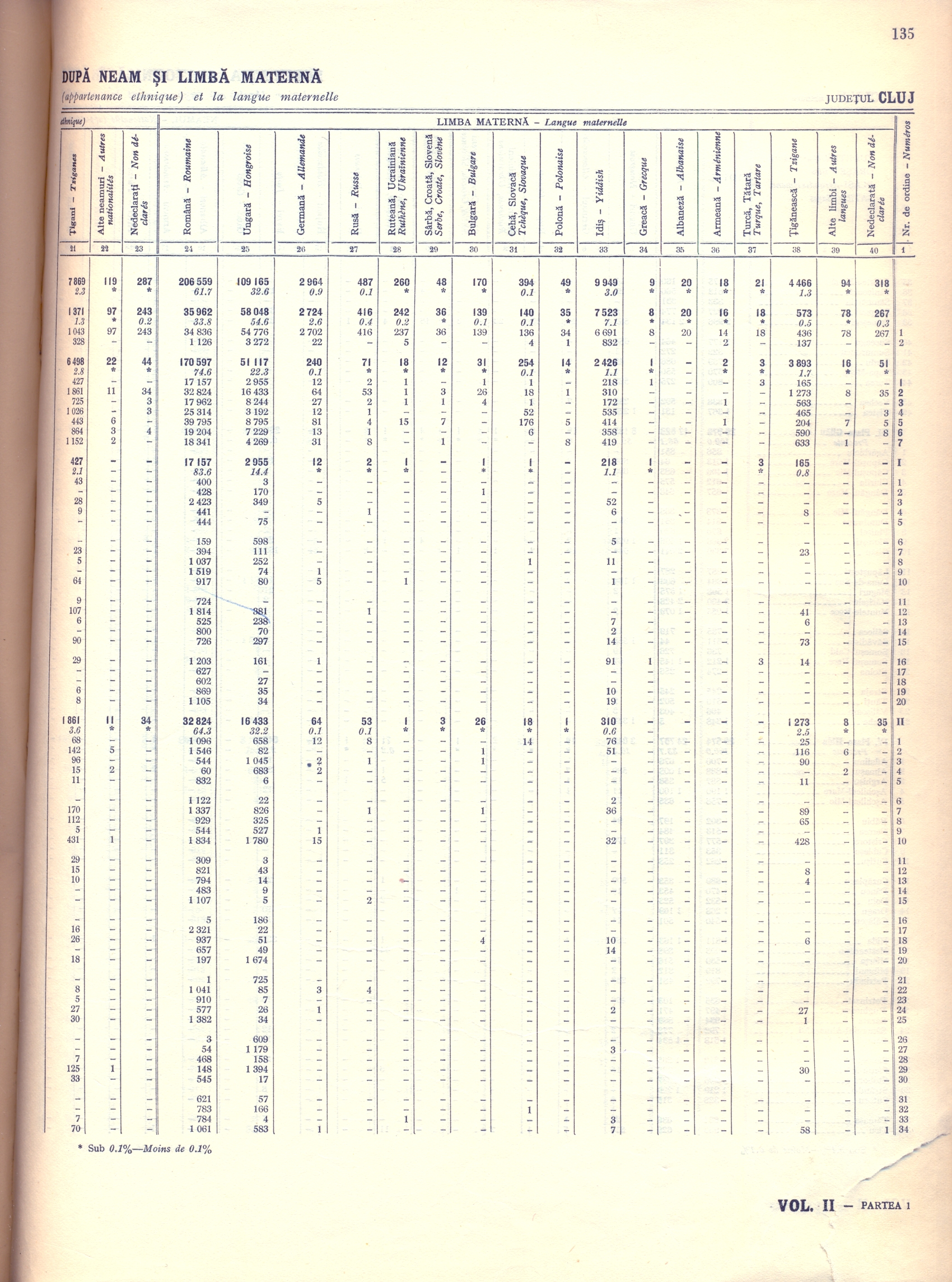
Populația județului în anul 1930, după etnie și limbă maternă
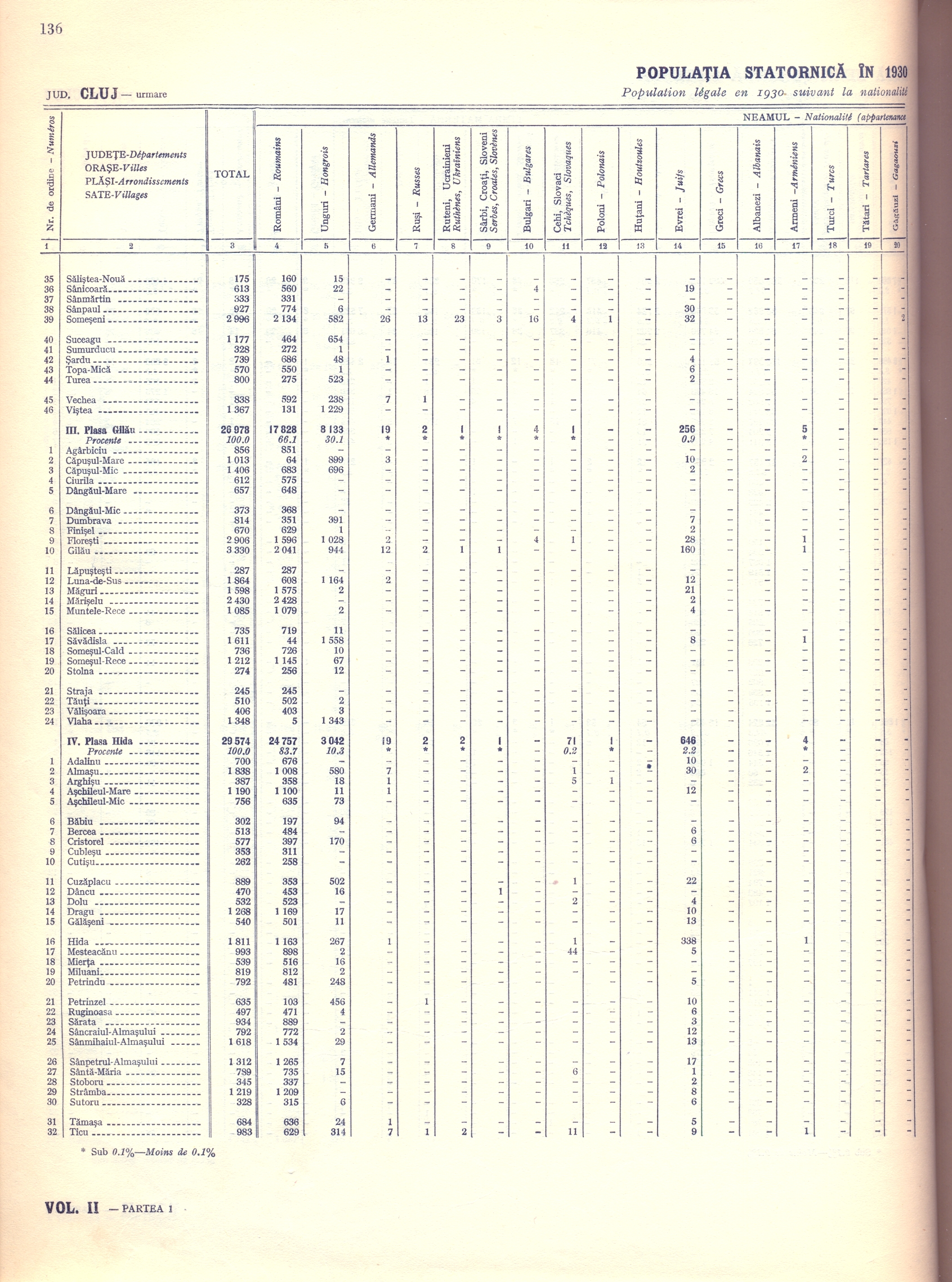
Populația județului în anul 1930, după etnie și limbă maternă
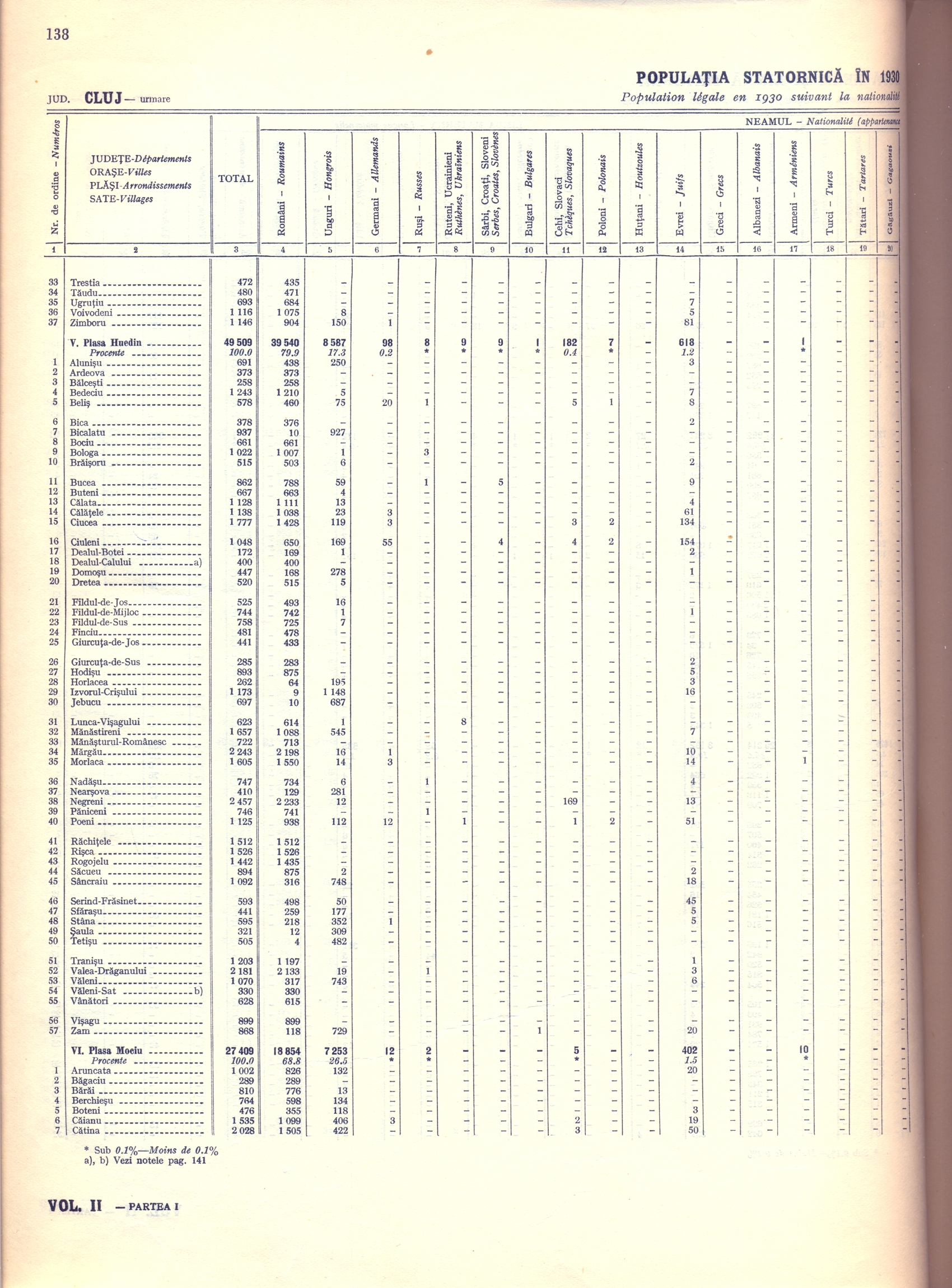
Populația județului în anul 1930, după etnie și limbă maternă
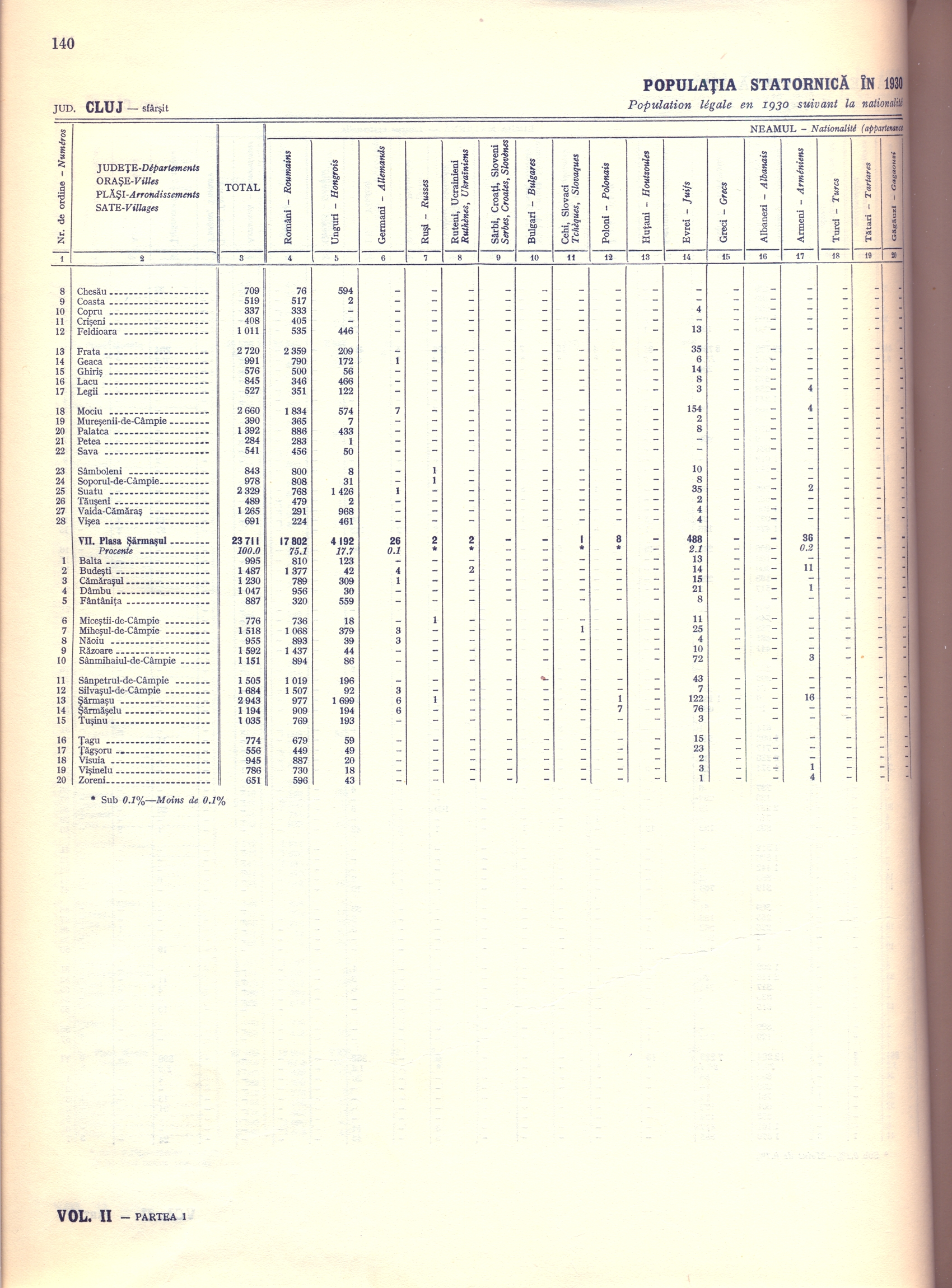
Populația județului în anul 1930, după etnie și limbă maternă
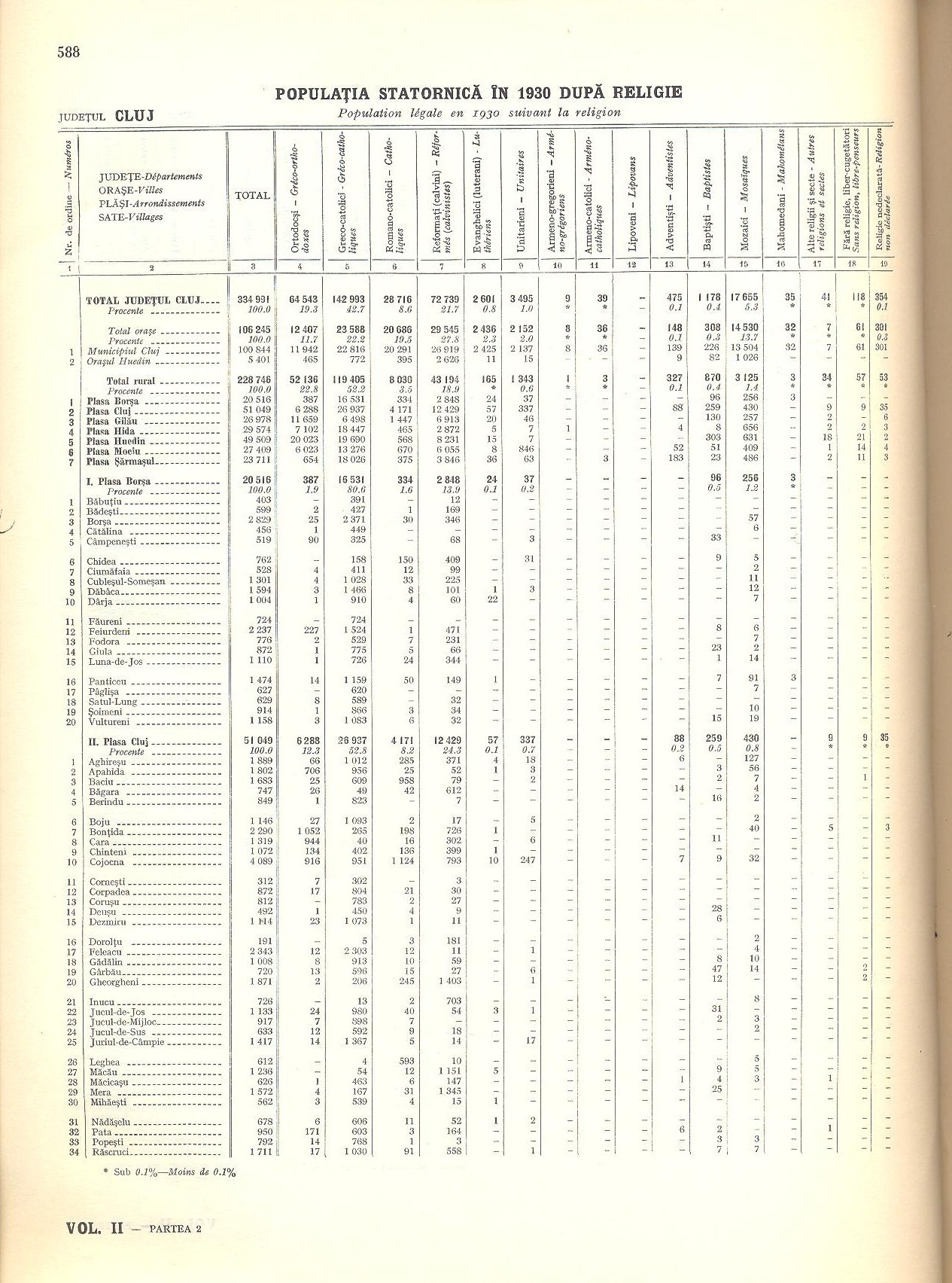
Populația județului în anul 1930, după religie
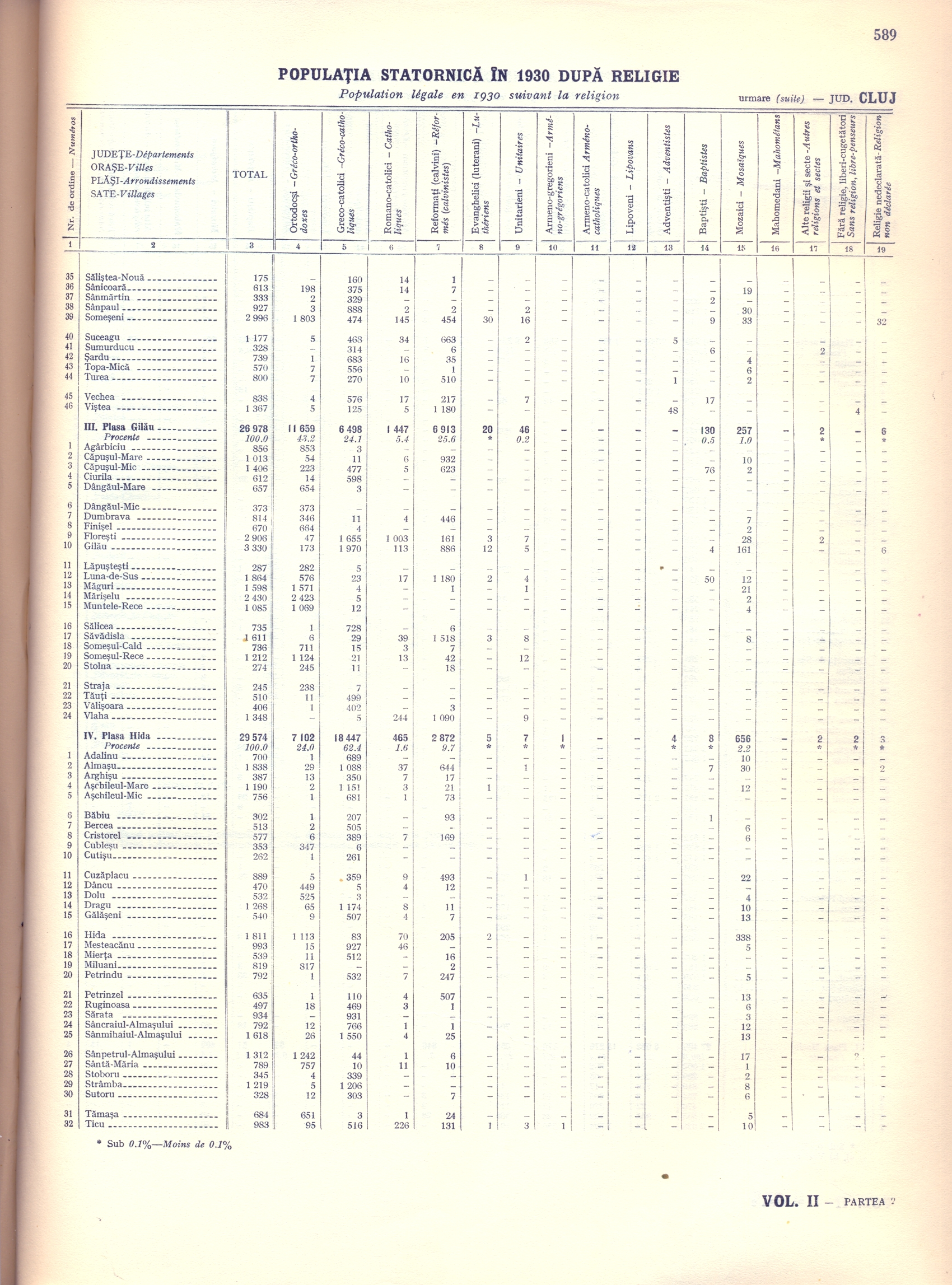
Populația județului în anul 1930, după religie
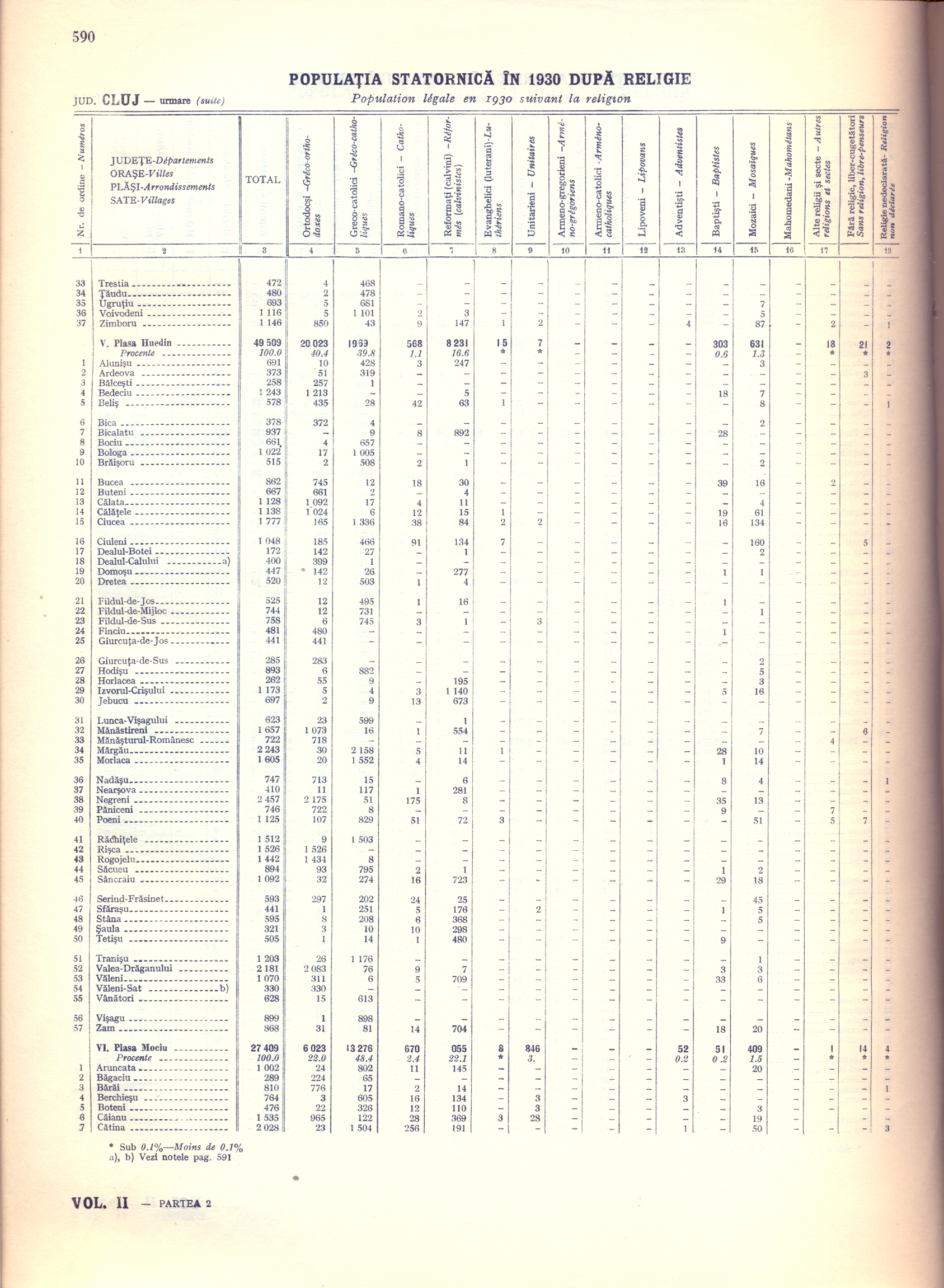
Populația județului în anul 1930, după religie
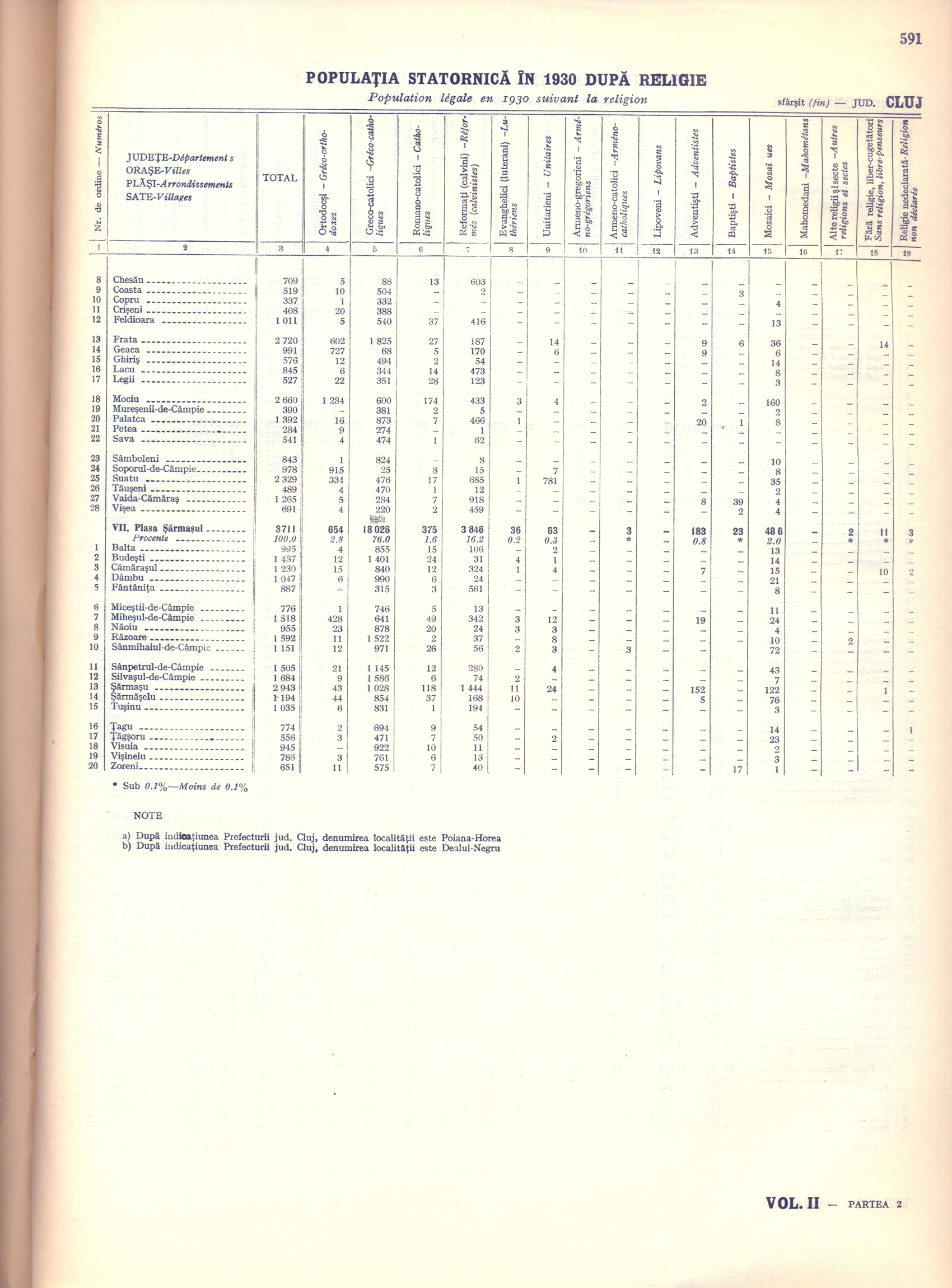
Populația județului în anul 1930, după religie